# Anthomastus granulosus
Anthomastus granulosus är en korallart som beskrevs av Kükenthal 1910. Anthomastus granulosus ingår i släktet Anthomastus och familjen läderkoraller. Inga underarter finns listade i Catalogue of Life.